# Discalma malefidaria
Discalma malefidaria là một loài bướm đêm trong họ Geometridae.